# Wanda Patrzałek
Wanda Patrzałek (ur. 1955 r.) – polska ekonomistka, socjolog, specjalizująca się w zachowaniach konsumenckich, mikroekonomii, marketingu, komunikacji społecznej oraz komunikacji rynkowej; nauczyciel akademicki związana z uczelniami we Wrocławiu.

## Życiorys
Urodziła się w 1955 roku. Po ukończeniu kolejno szkoły podstawowej i średniej oraz pomyślnie zdanym egzaminie dojrzałości podjęła studia z zakresu pedagogiki na Wydziale Filozoficzno-Historycznym Uniwersytetu Wrocławskiego, zakończone magisterium w 1978 roku. Rok później ukończyła drugi kierunek studiów – ekonomikę, która studiowała na Wydziale Gospodarki Narodowej Akademii Ekonomicznej im. Oskara Langego we Wrocławiu także otrzymując tytuł zawodowy magistra. Po studiach podjęła pracę w Katedrze Socjologii i Polityki Społecznej wrocławskiej Akademii Ekonomicznej. W 1984 roku uzyskała stopień naukowy doktora nauk humanistycznych w zakresie socjologii o specjalności socjologia kultury, na podstawie pracy pt. Socjologiczne badania społeczno-ekonomicznych instrumentów upowszechniania kultury, której promotorem była dr hab. Wanda Filipak-Iżyk. 
W 1988 roku rozpoczęła pracę w Uniwersytecie Wrocławskim w Instytucie Socjologii na stanowisku adiunkta. W 1997 roku Rada Wydziału Gospodarki Narodowej Akademii Ekonomicznej im. Oskara Langego we Wrocławiu nadała jej stopień naukowy doktora habilitowanego nauk ekonomicznych w zakresie ekonomii o specjalności polityka społeczna, na podstawie rozprawy nt. Społeczne i ekonomiczne relacje miasto-wieś w okresie realnego socjalizmu i zmian systemowych w Polsce. W 2000 roku założyła Zakład Zachowań Konsumenckich w Instytucie Socjologii Uniwersytetu Wrocławskiego, którym kieruje do dziś. 
W 2001 roku została powołana na stanowisko profesora nadzwyczajnego na wrocławskim uniwersytecie. W 2012 roku objęła stanowisko prodziekana ds. rozwoju i spraw studenckich na Wydziale Nauk Społecznych Uniwersytetu Wrocławskiego. W 2015 roku prezydent Polski Bronisław Komorowski nadał jej tytuł profesora nauk ekonomicznych. Poza Uniwersytetem Wrocławskim pracowała także przez pewien czas w Wyższej Szkole Bankowej we Wrocławiu.
Wanda Patrzałe jest autorką 7 książek, 6 prac redakcyjnych i ponad 100 artykułów i opracowań problemowych. Osiągnięcia naukowe zostały przedstawione na ponad 40 konferencjach krajowych i zagranicznych. Wypromowała jak do tej pory 7 doktorów, a obecnie sprawuje opiekę nad 5 doktorantami. Jest recenzentką licznych czasopism naukowych i projektów badawczych dla NCN. Współpracuje z wieloma ośrodkami naukowymi w Polsce i za granicą. 
Od 2006 roku jest przewodniczącą sekcji Reklamy Polskiego Towarzystwa Komunikacji Społecznej i członkiem Zespołu Redakcyjnego "Central European Journal of Communication". Jej zainteresowania naukowe koncentrują się na nowych trendach w konsumpcji i jej społeczno-ekonomicznych uwarunkowaniach, komunikacji w gospodarstwach domowych, procesach kreowania współczesnej reklamy, a także nowych sposobach badań zachowań konsumenckich sytuujących się na pograniczu wielu dyscyplin naukowych, takich jak marketing wartości, ekonomia kryzysu, socjologia wizualna czy neuromarketing. 

## Nagrody i odznaczenia
Wielokrotnie otrzymywała nagrody rektorów Akademii Ekonomicznej i Uniwersytetu Wrocławskiego za osiągnięcia naukowe, dydaktyczne i organizacyjne. Odznaczona została w 2009 roku Medalem Komisji Edukacji Narodowej.